# La Liga 1929-1930
Sezonul La Liga 1929-30 a început la data de 1 decembrie 1929 și s-a finalizat la data de 30 martie 1930.
La acest sezon au participat următoarele cluburi: 
| - Arenas Club de Getxo - Athletic Bilbao - Athletic Club de Madrid - FC Barcelona - RCD Español |  | - CE Europa - Racing de Santander - Real Madrid - Real Sociedad - Real Unión |

## Clasament
| Poziție | Club                    | Meciuri jucate | V  | E | Î  | GÎ | GP | Puncte | A   | Comentarii                       |
| ------- | ----------------------- | -------------- | -- | - | -- | -- | -- | ------ | --- | -------------------------------- |
| 1       | Athletic Bilbao         | 18             | 12 | 6 | 0  | 63 | 28 | 30     | +35 | Campionii                        |
| 2       | FC Barcelona            | 18             | 11 | 1 | 6  | 46 | 36 | 23     | +10 |                                  |
| 3       | Arenas Club de Getxo    | 18             | 9  | 2 | 7  | 51 | 40 | 20     | +11 |                                  |
| 4       | RCD Español             | 18             | 9  | 2 | 7  | 40 | 33 | 20     | +7  |                                  |
| 5       | Real Madrid             | 18             | 7  | 3 | 8  | 45 | 42 | 17     | +3  |                                  |
| 6       | Real Unión              | 18             | 6  | 5 | 7  | 48 | 52 | 17     | -4  |                                  |
| 7       | Real Sociedad           | 18             | 5  | 4 | 9  | 34 | 37 | 14     | -3  |                                  |
| 8       | Racing de Santander     | 18             | 7  | 0 | 11 | 32 | 58 | 14     | -26 |                                  |
| 9       | CE Europa               | 18             | 6  | 1 | 11 | 29 | 44 | 13     | -15 |                                  |
| 10      | Athletic Club de Madrid | 18             | 5  | 2 | 11 | 32 | 50 | 12     | -18 | Retrogradată în Segunda División |

## Tabelul rezultatelor
- Echipele gazdă sunt trecute în partea stângă a tabelului.

|                         | Are | Ath | AtM | Bar | Esp | Eur | Rac | Mad | RSo | RIr |
| Arenas Club de Getxo    |     | 3-3 | 2-1 | 1-3 | 2-0 | 2-3 | 5-1 | 5-1 | 3-1 | 7-2 |
| Athletic Bilbao         | 5-2 |     | 6-1 | 4-3 | 6-0 | 3-0 | 4-0 | 2-1 | 2-2 | 5-2 |
| Athletic Club de Madrid | 1-3 | 3-4 |     | 3-2 | 2-0 | 5-3 | 3-1 | 2-1 | 1-1 | 3-3 |
| FC Barcelona            | 3-1 | 1-1 | 4-2 |     | 5-4 | 2-1 | 5-0 | 1-4 | 3-0 | 4-2 |
| RCD Español             | 1-0 | 2-1 | 1-0 | 4-0 |     | 1-2 | 3-0 | 8-1 | 3-1 | 3-1 |
| CE Europa               | 1-2 | 2-2 | 2-0 | 0-3 | 1-2 |     | 5-0 | 1-2 | 3-2 | 0-1 |
| Racing de Santander     | 2-5 | 2-3 | 3-2 | 2-1 | 4-1 | 6-0 |     | 2-0 | 2-0 | 4-2 |
| Real Madrid             | 5-2 | 2-3 | 4-1 | 5-1 | 2-4 | 6-1 | 6-0 |     | 1-1 | 2-2 |
| Real Sociedad           | 4-4 | 1-7 | 2-0 | 1-2 | 1-0 | 2-0 | 7-0 | 4-0 |     | 2-3 |
| Real Unión              | 3-2 | 1-1 | 8-2 | 1-3 | 3-3 | 3-4 | 6-3 | 2-2 | 3-2 |     |

## Trofeul Pichichi
| Jucător                     | Goluri | Echipă               |
| --------------------------- | ------ | -------------------- |
| Guillermo Gorostiza Paredes | 19     | Athletic Bilbao      |
| Gaspar Rubio                | 18     | Real Madrid          |
| Santiago Urtizberea         | 18     | Real Unión           |
| Víctor Unamuno              | 15     | Athletic Bilbao      |
| Luis Regueiro               | 14     | Real Unión           |
| Manuel Gurruchaga           | 14     | Arenas Club de Getxo |

| Campionii La Liga 1929–30 |
| ------------------------- |
| Athletic Bilbao 1st Title |